# مات لونغ
ماثيو كلايتون لونج (مواليد 18 مايو 1980) هو ممثل أمريكي. ومن المعروف انه للعب إيزيكيال لاندون في دراما NBC اللائحة (2019-2021)، وأدواره في المسلسل التلفزيوني جاك & بوبي (2004-2005)، والأفلام السائق الشبح (2007) و سيدني وايت (2007).

## حياته الشخصية
وُلد لونج في وينشستر، كنتاكي، لأب بائع تأمين وأم مدرسة مساعدة. لديه شقيق أصغر، زاك. التحق بجامعة كنتاكي الغربية حيث التقى بزوجته لورين

## وصلات خارجية
مات لونغ على موقع IMDb (الإنجليزية)
- مات لونغ على موقع ألو سيني (الفرنسية)
- مات لونغ على موقع أول موفي (الإنجليزية)
- مات لونغ على موقع إن إن دي بي (الإنجليزية)
- مات لونغ على موقع قاعدة بيانات الفيلم (الإنجليزية)